# Hacıhalil, İskilip
Hacıhalil là một xã thuộc huyện İskilip, tỉnh Çorum, Thổ Nhĩ Kỳ. Dân số thời điểm năm 2010 là 92 người.